# Діді Памаджі
Діді Памаджі (груз. დიდი პამაჯი) — село в Грузії.
За даними перепису населення 2014 року в селі проживає 405 осіб.